# Azilia (araignée)
Pour les articles homonymes, voir Azilia.
Genre
Synonymes
- Arochoides Mello-Leitão, 1935

Azilia est un genre d'araignées aranéomorphes de la famille des Tetragnathidae.

## Distribution
Les espèces de ce genre se rencontrent en Amérique.

## Liste des espèces
Selon World Spider Catalog (version 24, 25/07/2023) :
- Azilia affinis O. Pickard-Cambridge, 1893
- Azilia boudeti Simon, 1895
- Azilia formosa Keyserling, 1881
- Azilia guatemalensis O. Pickard-Cambridge, 1889
- Azilia histrio Simon, 1895
- Azilia integrans (Mello-Leitão, 1935)
- Azilia marmorata Mello-Leitão, 1948
- Azilia montana Bryant, 1940
- Azilia rojasi Simon, 1895
- Azilia vachoni (Caporiacco, 1954)

Selon World Spider Catalog (version 23.5, 2023) :
- † Azilia hispaniolensis Wunderlich, 1988

## Systématique et taxinomie
Ce genre a été décrit par Keyserling en 1881 dans les Epeiridae.
Arochoides a été placé en synonymie par Benavides et Hormiga en 2020.

## Publication originale
- Keyserling, 1881 : « Neue Spinnen aus Amerika. III. » Verhandlungen der kaiserlich-königlichen zoologisch-botanischen Gesellschaft in Wien, vol. 31, p. 269-314 (texte intégral).